# Ibis (czasopismo)
Ibis (podtytuł: International Journal of Avian Science) – recenzowane czasopismo naukowe British Ornithologists’ Union (BOU). Do tematów poruszanych w artykułach należy ekologia, ochrona, zachowanie, paleontologia i taksonomia ptaków. Redaktorem naczelnym pisma jest Dominic J. McCafferty (University of Glasgow).
Zarówno w druku jak i w internecie czasopismo wydaje Wiley-Blackwell. Poszczególne woluminy są dostępne w internecie za darmo dla instytucji używających OARE (Online Access to Research in the Environment). Pierwszy numer ukazał się w styczniu 1859, przedmowę do całego woluminu (zawierającego numery I, II, II i IV z 1859) napisał P. L. Sclater. Współzałożycielem BOU i czasopisma oraz jego redaktorem był Alfred Newton.